# Державний кордон Зімбабве

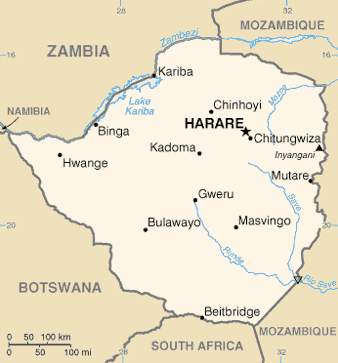
Карта Зімбабве

Державний кордон Зімбабве — державний кордон, лінія на поверхні Землі та вертикальна поверхня, що проходить по цій лінії, що визначають межі державного суверенітету Зімбабве над власними територією, водами, природними ресурсами в них і повітряним простором над ними.

## Сухопутний кордон
Загальна довжина кордону — 3229 км. Зімбабве межує з 4 державами. Уся територія країни суцільна, тобто анклавів чи ексклавів не існує.
Ділянки державного кордону
| Держава  | Ділянка | Довжина (км) | Прикордонні регіони | Примітки |
| -------- | ------- | ------------ | ------------------- | -------- |
| Ботсвана | захід   | 834          |                     |          |
| Мозамбік | схід    | 1402         |                     |          |
| ПАР      | південь | 230          |                     |          |
| Замбія   | північ  | 763          |                     |          |

Країна не має виходу до вод Світового океану.